# Élections législatives de 1978 en Seine-et-Marne
Les élections législatives françaises de 1978 se déroulent les 12 et 19 mars 1978. Dans le département de Seine-et-Marne, cinq députés sont à élire dans le cadre de cinq circonscriptions.

## Élus
| Circonscription | Député sortant                             | Parti | Parti | Député élu ou réélu | Parti | Parti    |
| --------------- | ------------------------------------------ | ----- | ----- | ------------------- | ----- | -------- |
| 1re             | Alain Vivien                               |       | PS    | Alain Vivien        |       | PS       |
| 2e              | Gérard Bordu                               |       | PCF   | Gérard Bordu        |       | PCF      |
| 3e              | Bertrand Flornoy                           |       | RPR   | Bertrand Flornoy    |       | UDF (PR) |
| 4e              | Étienne Pinte suppléant d'Alain Peyrefitte |       | RPR   | Alain Peyrefitte    |       | RPR      |
| 5e              | Didier Julia                               |       | RPR   | Didier Julia        |       | RPR      |

## Résultats

### Résultats à l'échelle du département
| Parti                 | Parti                              | Premier tour | Premier tour | Second tour | Second tour | Sièges |
| Parti                 | Parti                              | Voix         | %            | Voix        | %           | Sièges |
| --------------------- | ---------------------------------- | ------------ | ------------ | ----------- | ----------- | ------ |
|                       | Rassemblement pour la République   | 130 931      | 32,16        | 140 074     | 39,62       | 2      |
|                       | Union pour la démocratie française | 50 683       | 12,45        | 39 107      | 11,06       | 1      |
|                       | Divers droite                      | 7 500        | 1,84         |             |             | 0      |
|                       | Majorité présidentielle            | 189 114      | 46,45        | 179 181     | 50,68       | 3      |
|                       |                                    |              |              |             |             |        |
|                       | Parti socialiste                   | 85 720       | 21,05        | 125 623     | 35,53       | 1      |
|                       | Parti communiste français          | 85 062       | 20,89        | 48 740      | 13,79       | 1      |
|                       | Mouvement des radicaux de gauche   | 13 006       | 3,19         |             |             | 0      |
|                       | Union de la gauche                 | 183 788      | 45,14        | 174 363     | 49,32       | 2      |
|                       |                                    |              |              |             |             |        |
|                       | Divers écologiste                  | 9 829        | 2,41         |             |             | 0      |
|                       | Extrême gauche                     | 9 264        | 2,28         | 0           |             |        |
|                       | Parti socialiste unifié            | 8 089        | 1,99         | 0           |             |        |
|                       | Gaullistes d'opposition            | 5 355        | 1,32         | 0           |             |        |
|                       | Divers                             | 1 726        | 0,42         | 0           |             |        |
|                       |                                    |              |              |             |             |        |
| Inscrits              | Inscrits                           | 498 846      | 100,00       | 424 948     | 100,00      | 5      |
| Abstentions           | Abstentions                        | 84 197       | 16,88        | 63 482      | 14,94       |        |
| Votants               | Votants                            | 414 649      | 83,12        | 361 466     | 85,06       |        |
| Blancs et nuls        | Blancs et nuls                     | 7 484        | 1,8          | 7 922       | 2,19        |        |
| Exprimés              | Exprimés                           | 407 165      | 98,2         | 353 544     | 97,81       |        |
| Source : Data.gouv.fr |                                    |              |              |             |             |        |

### Résultats par circonscription

#### Première circonscription (Melun)
| Candidat       | Candidat                   | Parti          | Premier tour | Premier tour | Second tour | Second tour |  |
| Candidat       | Candidat                   | Parti          | Voix         | %            | Voix        | %           |  |
| -------------- | -------------------------- | -------------- | ------------ | ------------ | ----------- | ----------- |  |
|                | Alain Vivien sortant réélu | PS             | 35 511       | 29,83        | 62 914      | 51,66       |  |
|                | Charles Dayant             | RPR            | 33 415       | 28,07        | 58 867      | 48,34       |  |
|                | Robert Laporte             | PCF            | 20 000       | 16,8         | Retrait     | Retrait     |  |
|                | Maurice Mollard            | UDF (CDS)      | 17 626       | 14,81        |             |             |  |
|                | Robert Laugier             | Écologie 78    | 6 295        | 5,29         |             |             |  |
|                | Nicole Liénard             | PSU (FA)       | 1 871        | 1,57         |             |             |  |
|                | Fernand Héline             | PSD            | 1 532        | 1,29         |             |             |  |
|                | Mildred Rolland            | LO             | 1 254        | 1,05         |             |             |  |
|                | Jean-François Chalot       | LCR            | 667          | 0,56         |             |             |  |
|                | Michel Carrère             | FRP            | 624          | 0,52         |             |             |  |
|                | Luc Landrin                | UOPDP          | 248          | 0,21         |             |             |  |
|                |                            |                |              |              |             |             |  |
| Inscrits       | Inscrits                   | Inscrits       | 145 287      | 100,00       | 144 914     | 100,00      |  |
| Abstentions    | Abstentions                | Abstentions    | 24 259       | 16,7         | 20 868      | 14,4        |  |
| Votants        | Votants                    | Votants        | 121 028      | 83,3         | 124 046     | 85,6        |  |
| Blancs et nuls | Blancs et nuls             | Blancs et nuls | 1 983        | 1,64         | 2 265       | 1,83        |  |
| Exprimés       | Exprimés                   | Exprimés       | 119 045      | 98,36        | 121 781     | 98,17       |  |

#### Deuxième circonscription (Chelles)
| Candidat       | Candidat                   | Parti          | Premier tour | Premier tour | Second tour | Second tour |  |
| Candidat       | Candidat                   | Parti          | Voix         | %            | Voix        | %           |  |
| -------------- | -------------------------- | -------------- | ------------ | ------------ | ----------- | ----------- |  |
|                | Gérard Bordu sortant réélu | PCF            | 28 016       | 30,16        | 48 740      | 52,55       |  |
|                | Pierre Durand-Labrunie     | RPR            | 20 384       | 21,95        | 44 017      | 47,45       |  |
|                | Jean-Pierre Fourré         | PS             | 17 310       | 18,64        | Retrait     | Retrait     |  |
|                | Marcel Laurent             | UDF (Rad)      | 15 764       | 16,97        | Retrait     | Retrait     |  |
|                | Françoise Grosbois         | PSU (FA)       | 4 621        | 4,98         |             |             |  |
|                | Pierre Lebœuf              | MRG            | 2 940        | 3,17         |             |             |  |
|                | Christine Brison           | LO             | 1 558        | 1,68         |             |             |  |
|                | Frances Bosredon-Féron     | Divers droite  | 1 063        | 1,14         |             |             |  |
|                | Martine Vidalinc           | FRP            | 769          | 0,83         |             |             |  |
|                | Patrick Baudouin           | UOPDP          | 456          | 0,49         |             |             |  |
|                |                            |                |              |              |             |             |  |
| Inscrits       | Inscrits                   | Inscrits       | 114 104      | 100,00       | 113 687     | 100,00      |  |
| Abstentions    | Abstentions                | Abstentions    | 19 529       | 17,12        | 17 765      | 15,63       |  |
| Votants        | Votants                    | Votants        | 94 575       | 82,88        | 95 922      | 84,37       |  |
| Blancs et nuls | Blancs et nuls             | Blancs et nuls | 1 694        | 1,79         | 3 165       | 3,3         |  |
| Exprimés       | Exprimés                   | Exprimés       | 92 881       | 98,21        | 92 757      | 96,7        |  |

#### Troisième circonscription (Meaux)
| Candidat       | Candidat            | Parti              | Premier tour | Premier tour | Second tour | Second tour |  |
| Candidat       | Candidat            | Parti              | Voix         | %            | Voix        | %           |  |
| -------------- | ------------------- | ------------------ | ------------ | ------------ | ----------- | ----------- |  |
|                | Robert Le Foll      | PS                 | 20 221       | 27,56        | 36 406      | 48,21       |  |
|                | Robert Héraud élu   | UDF (PR)           | 17 293       | 23,57        | 39 107      | 51,79       |  |
|                | Alain Bournazel     | RPR                | 16 673       | 22,72        | Retrait     | Retrait     |  |
|                | André Blanchemanche | PCF                | 12 680       | 17,28        | Retrait     | Retrait     |  |
|                | Mireille Lambert    | LO                 | 1 880        | 2,56         |             |             |  |
|                | Yves Oudard         | MDD                | 1 271        | 1,73         |             |             |  |
|                | Jean-Louis Dhuit    | Divers écologiste  | 1 086        | 1,48         |             |             |  |
|                | Paul Lemaire        | Divers droite (DC) | 989          | 1,35         |             |             |  |
|                | Jacques Boutillier  | FRP                | 667          | 0,91         |             |             |  |
|                | Joëlle Bobbio       | LCR                | 619          | 0,84         |             |             |  |
|                |                     |                    |              |              |             |             |  |
| Inscrits       | Inscrits            | Inscrits           | 90 134       | 100,00       | 89 693      | 100,00      |  |
| Abstentions    | Abstentions         | Abstentions        | 15 296       | 16,97        | 12 901      | 14,38       |  |
| Votants        | Votants             | Votants            | 74 838       | 83,03        | 76 792      | 85,62       |  |
| Blancs et nuls | Blancs et nuls      | Blancs et nuls     | 1 459        | 1,95         | 1 279       | 1,67        |  |
| Exprimés       | Exprimés            | Exprimés           | 73 379       | 98,05        | 75 513      | 98,33       |  |

#### Quatrième circonscription (Provins)
|                | Alain Peyrefitte sortant réélu | RPR            | 30 941 | 52,34  |  |  |  |
|                | José Alvarez                   | PCF            | 14 350 | 24,27  |  |  |  |
|                | Michel Scarbonchi              | MRG            | 10 066 | 17,03  |  |  |  |
|                | Jacques Blache                 | FRP            | 1 525  | 2,58   |  |  |  |
|                | Michel Amiot                   | LO             | 1 475  | 2,5    |  |  |  |
|                | Pierre Henry                   | PSU (FA)       | 759    | 1,28   |  |  |  |
|                |                                |                |        |        |  |  |  |
| Inscrits       | Inscrits                       | Inscrits       | 72 608 | 100,00 |  |  |  |
| Abstentions    | Abstentions                    | Abstentions    | 12 262 | 16,89  |  |  |  |
| Votants        | Votants                        | Votants        | 60 346 | 83,11  |  |  |  |
| Blancs et nuls | Blancs et nuls                 | Blancs et nuls | 1 230  | 2,04   |  |  |  |
| Exprimés       | Exprimés                       | Exprimés       | 59 116 | 97,96  |  |  |  |

#### Cinquième circonscription (Fontainebleau)
| Candidat       | Candidat                   | Parti          | Premier tour | Premier tour | Second tour | Second tour |  |
| Candidat       | Candidat                   | Parti          | Voix         | %            | Voix        | %           |  |
| -------------- | -------------------------- | -------------- | ------------ | ------------ | ----------- | ----------- |  |
|                | Didier Julia sortant réélu | RPR            | 29 518       | 47,04        | 37 190      | 58,57       |  |
|                | Paulette Girard            | PS             | 12 678       | 20,21        | 26 303      | 41,43       |  |
|                | Michel Chaland             | PCF            | 10 016       | 15,96        | Retrait     | Retrait     |  |
|                | Daniel Richard             | Divers droite  | 3 916        | 6,24         |             |             |  |
|                | Jean Dayez                 | Écologie 78    | 2 448        | 3,9          |             |             |  |
|                | Gérard Gueugnot            | Divers         | 1 132        | 1,8          |             |             |  |
|                | Jean-Michel Legall         | LO             | 1 107        | 1,76         |             |             |  |
|                | Monique Chich              | PSU (FA)       | 838          | 1,34         |             |             |  |
|                | Laurence Nguyen            | Divers         | 594          | 0,95         |             |             |  |
|                | Jean-Marie Combes          | UGP            | 499          | 0,8          |             |             |  |
|                |                            |                |              |              |             |             |  |
| Inscrits       | Inscrits                   | Inscrits       | 76 713       | 100,00       | 76 654      | 100,00      |  |
| Abstentions    | Abstentions                | Abstentions    | 12 851       | 16,75        | 11 948      | 15,59       |  |
| Votants        | Votants                    | Votants        | 63 862       | 83,25        | 64 706      | 84,41       |  |
| Blancs et nuls | Blancs et nuls             | Blancs et nuls | 1 116        | 1,75         | 1 213       | 1,87        |  |
| Exprimés       | Exprimés                   | Exprimés       | 62 746       | 98,25        | 63 493      | 98,13       |  |